# Revolucja
Revolucja – polska grupa muzyczna grająca rock. Założona w 2000 roku przez Jacka Dewódzkiego.

## Członkowie
- Jacek Dewódzki – wokal, gitara, gitara basowa
- Bartek Wójcik – gitara
- Michał Dewódzki – gitara
- Krzysiek Żurek „Junior” – perkusja

## Byli członkowie
- Marcin Lorek „Lolek” – gitara basowa
- Jacek Foszczyński „Foszczu” – wokal, perkusja
- Kuba Stanowski – instrumenty klawiszowe
- Piotr Sokołowski „Bzyk” – gitara
- Jacek Bielecki – gitara basowa
- Sławek Puka – perkusja

## Dyskografia
- Jacek Dewódzki & Przyjaciele Rewolucja
- REVOLUCJA II
- Jacek Dewódzki & Revolucja Radio Revolucja
- Revolucja Bida z nędzą